# 바타니 스타디움
바타니 스타디움(페르시아어: ورزشگاه وطنی)은 이란의 수도인 Qaem Shahr에 위치한 경기장으로, 나사지 마잔다란의 홈구장이다. 15,000명을 수용할 수 있다.